# Lista de filmes portugueses de 1964
Lista de filmes portugueses de longa-metragem lançados comercialmente em Portugal em 1964, nas salas de cinema.
Notas: Na secção coprodução, passando o cursor sobre a bandeira aparecerá o nome do país correspondente.
| #  | Filme                   | Realização          | Género                  | Estreia         | Coprodução |
| -- | ----------------------- | ------------------- | ----------------------- | --------------- | ---------- |
| 1  | 9 Rapazes e 1 Cão       | Constantino Esteves | Drama                   | 29 de janeiro   | —          |
| 2  | Aqui Há Fantasmas       | Pedro Martins       | Comédia                 | 31 de janeiro   | —          |
| 3  | Belarmino               | Fernando Lopes      | Documentário, biografia | 18 de novembro  | —          |
| 4  | A Canção da Saudade     | Henrique Campos     | Musical                 | 18 de setembro  | Espanha    |
| 5  | O Crime de Aldeia Velha | Manuel Guimarães    | Drama                   | 20 de novembro  | —          |
| 6  | Fado Corrido            | Jorge Brum do Canto | Drama, musical          | 16 de outubro   | —          |
| 7  | Uma Hora de Amor        | Augusto Fraga       | Drama, musical          | 24 de junho     | —          |
| 8  | Pão, Amor e... Totobola | Henrique Campos     | Comédia, musical        | 23 de janeiro   | —          |
| 9  | A Última Pega           | Constantino Esteves | Drama                   | 31 de julho     | —          |
| 10 | Vacances portugaises    | Pierre Kast         | Drama                   | 14 de fevereiro | França     |